# Prix de la ville de Drummondville
Le prix de la Ville de Drummondville est un prix littéraire attribué de 1988 à 1992 dans le cadre d'un concours de nouvelles qui avait été institué en 1988 par l'Association des écrivains du Centre du Québec et dont la revue Ébauches avait assumé la responsabilité en 1992.

## Lauréats
- 1988 - Michel Loignon - Là-bas parmi les étoiles
- 1989 - Denis Alie - Causerie sur Bob et Léo avec citations
- 1990 - Élise Salün - Émeraudes et bonbons
- 1991 - Claudette Proulx - Le Banc
- 1992 - Michelle Delorme - Parcelles de vie